# Cleistes
Cleistes ist eine Pflanzengattung innerhalb der Familie der Orchideen (Orchidaceae). Die etwa 75 Arten sind in der Neotropis verbreitet.

## Beschreibung und Ökologie

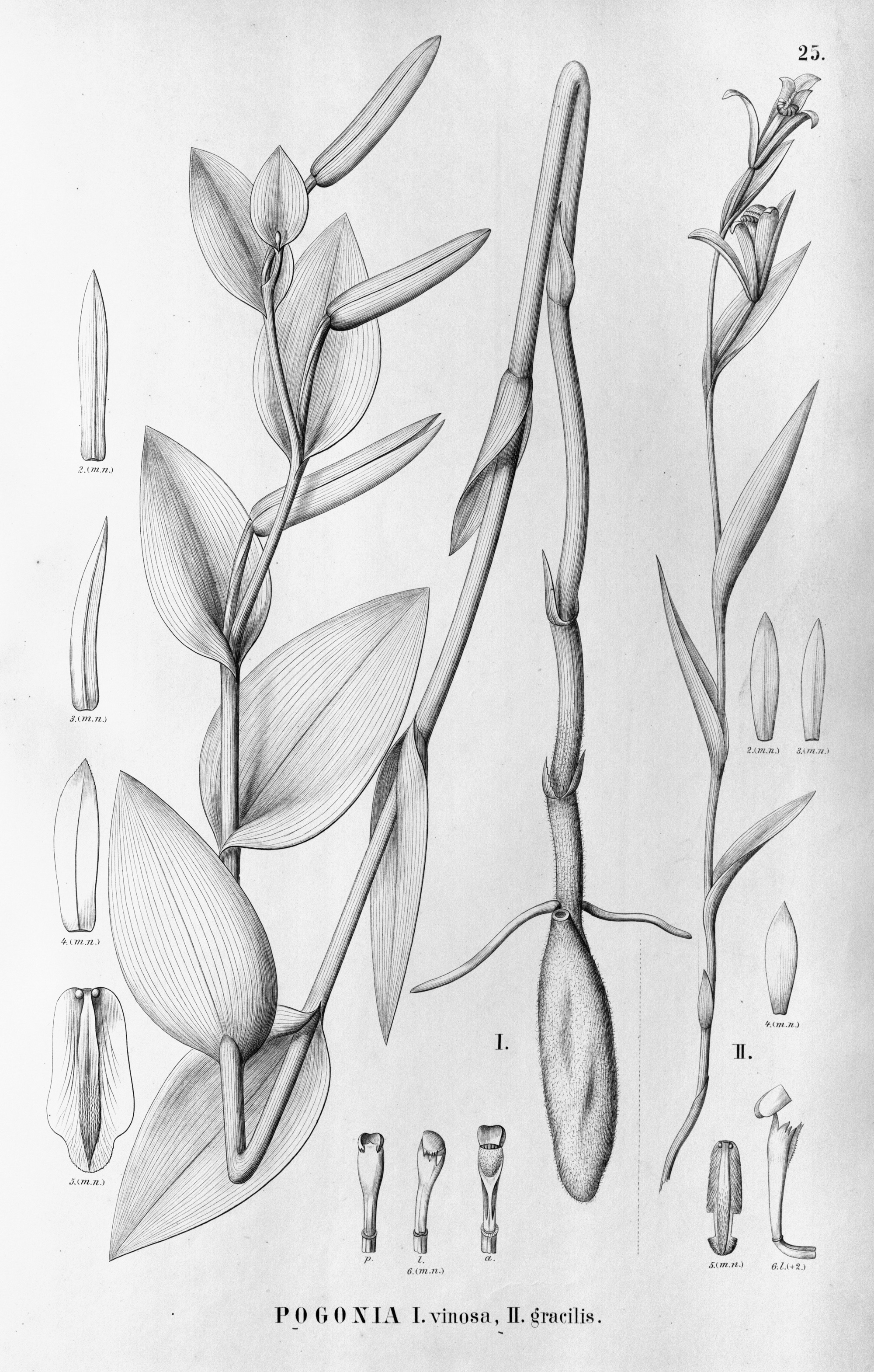
Illustration von Cleistes vinosa (Fig. I, links) und Cleistes rodriguesii (Fig. II rechts) in der Flora Brasiliensis

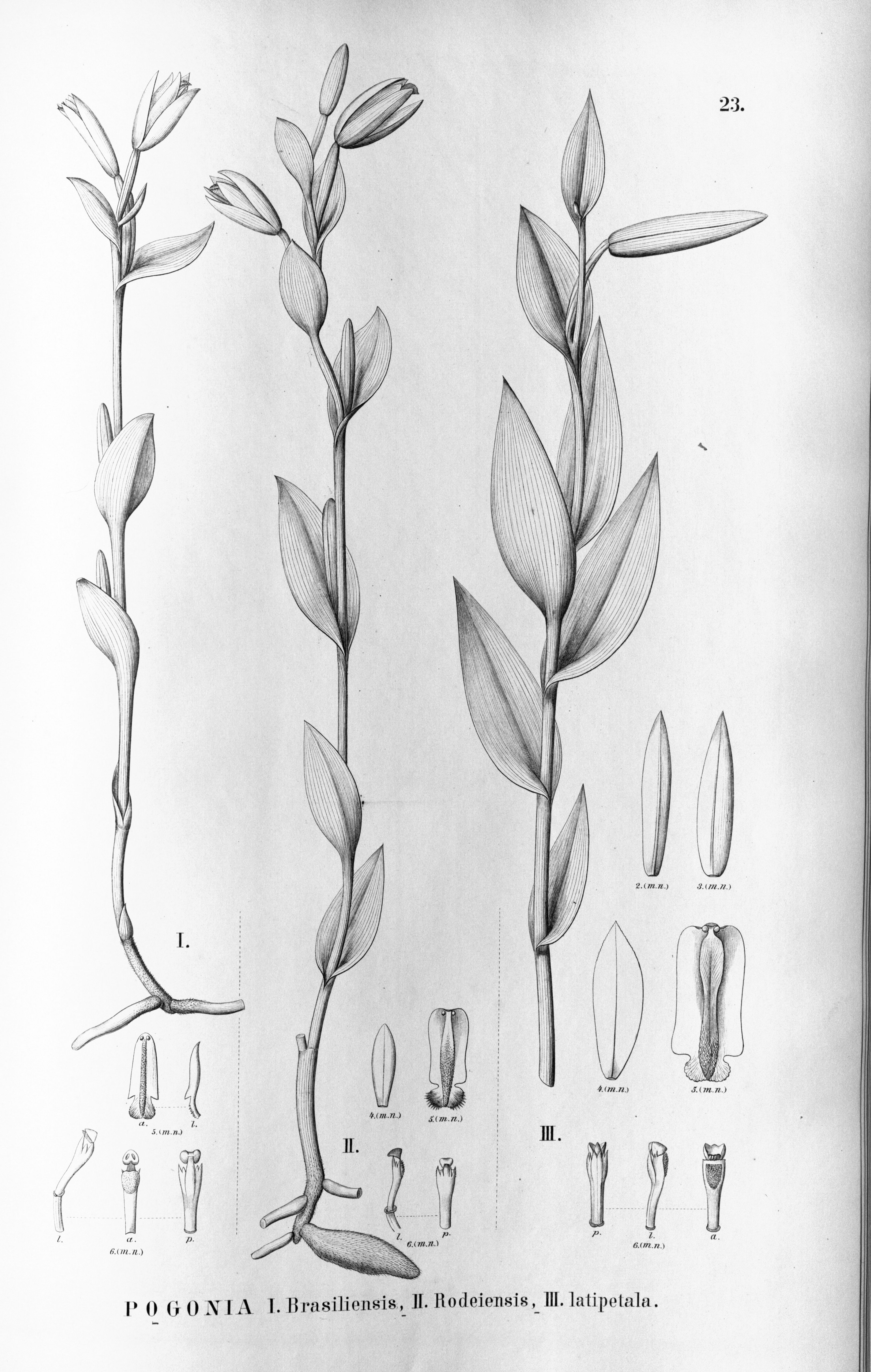
Illustration von Cleistes brasiliensis (Fig. I, links), Cleistes rodriguesii (Fig. II, Mitte) und Cleistes latipetala (Fig. III, rechts) in der Flora Brasiliensis

### Vegetative Merkmale
Die Cleistes-Arten sind ausdauernde krautige Pflanzen. Sie gedeihen terrestrisch. Die Wurzeln sind schlank und faserig, sie bilden Wurzelknollen. Der Spross ist aufrecht und hohl. Er trägt ein bis mehrere Laubblätter. Die ungestielten, einfachen, fleischigen Laubblätter sind mit der Basis den Stängel umfassend und oval bis lanzettlich geformt.

### Generative Merkmale
Der endständige, traubige Blütenstand enthält manchmal auch nur eine, meist zwei bis sechs Blüten. Die Blüten stehen in den Achseln laubblattartiger Tragblätter. Die Blüten sind resupiniert, relativ groß. Die zwittrigen Blüten sind zygomorph und dreizählig. Die Farbe der Blütenhüllblätter ist weiß, rosafarben oder rotbraun. Die drei Sepalen sind nicht miteinander verwachsen und schmal lanzettlich geformt. Die Petalen gleichen ungefähr den Sepalen, sind aber meist etwas breiter und dünner texturiert. Sie weisen nach vorne und formen über der Säule eine Blütenröhre. Die Lippe ist frei, gelenkig an der Säule ansetzend, einfach oder undeutlich dreilappig. Am Übergang zur Säule sitzen zwei drüsige Schwielen, längs der Spreite verlaufen normalerweise erhabene Leisten und dunkler gefärbte Adern. Die Säule ist länglich und keulenförmig. Das deutlich gestielte, gegenüber der Säulenachse herabgebogene Staubblatt ist haubenartig von Gewebe der Säule (Klinandrium) umgeben, seitlich bildet dieses zwei gezähnte Anhängsel. Das Staubblatt enthält in zwei Kammern den Pollen, der lose als einzelne Pollenkörner (Monaden) oder zu je vier Pollenkörner (Tetraden) vorliegt.
Die Blüten produzieren Nektar, es wurden bei einigen Arten Bienen und Hummeln als Bestäuber beobachtet.
Es werden Kapselfrüchte gebildet.

## Vorkommen
Die Gattung Cleistes s. str. ist in der Neotropis verbreitet. Von Costa Rica sowie Panama im Norden und der Insel Trinidad reicht das Verbreitungsgebiet bis nach Argentinien und Uruguay im Süden. Die meisten Arten kommen in Brasilien vor.
Die Standorte liegen meist am Rand von Wäldern oder in Savannen. Das Klima ist in der Wachstumsperiode feucht, weist aber meist eine deutliche trockene Jahreszeit auf. Oft sind die besiedelten Böden sandig und sauer. Nur wenige Arten besiedeln größere Höhenlagen.

## Systematik und botanische Geschichte
Die Gattung Cleistes gehört zur Tribus Pogonieae in der Unterfamilie Vanilloideae  innerhalb der Familie Orchidaceae. Der Großteil der Gattung Cleistes, die südamerikanischen Arten, bilden eine monophyletische Gruppe, während die nordamerikanischen Arten näher mit Isotria und Pogonia verwandt sind. Pansarin und de Barros schlugen 2008 die Abspaltung einer neuen Gattung, Cleistesiopsis Pansarin & F.Barros, vor, die seit 2009 drei, im Südosten der USA beheimatete, Arten enthält.
Die Gattung Cleistes wurde 1840 durch Louis Claude Richard in John Lindley: The Genera and Species of Orchidaceous Plants, S. 409 aufgestellt. Der Gattungsname Cleistes kommt vom griechischen Wort κλειστός  kleistos für „geschlossen“, und bezieht sich auf die nicht weit geöffneten Blüten. Typusart ist Cleistes lutea Lindl., ein Synonym von Cleistes grandiflora (Aubl.) Schltr.

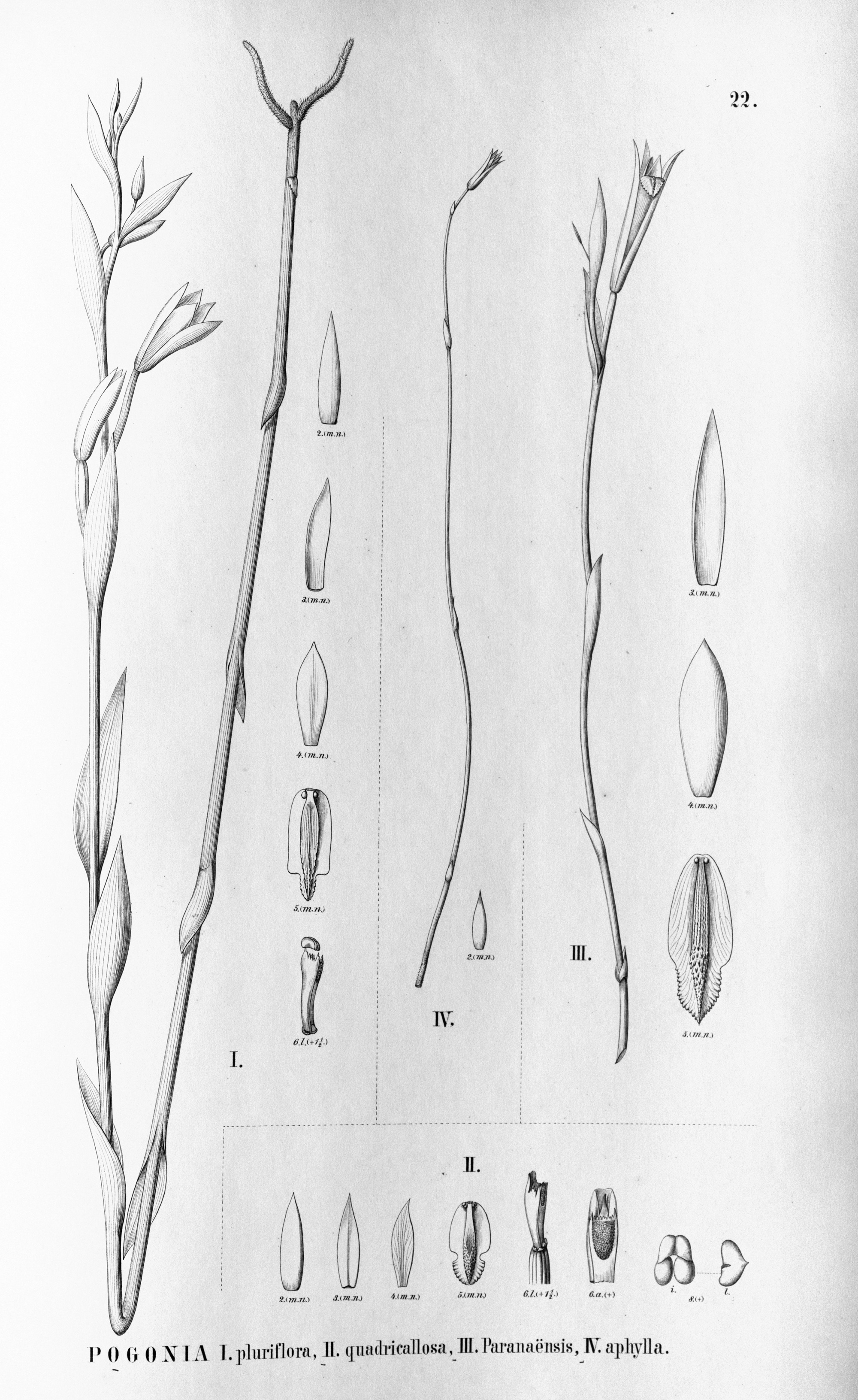
Illustration von Cleistes aphylla (Fig. IV, Mitte), Cleistes pluriflora (Fig. I, links), Cleistes paranaensis (Fig. III, rechts) und Cleistes quadricallosa (Fig. II, unten)

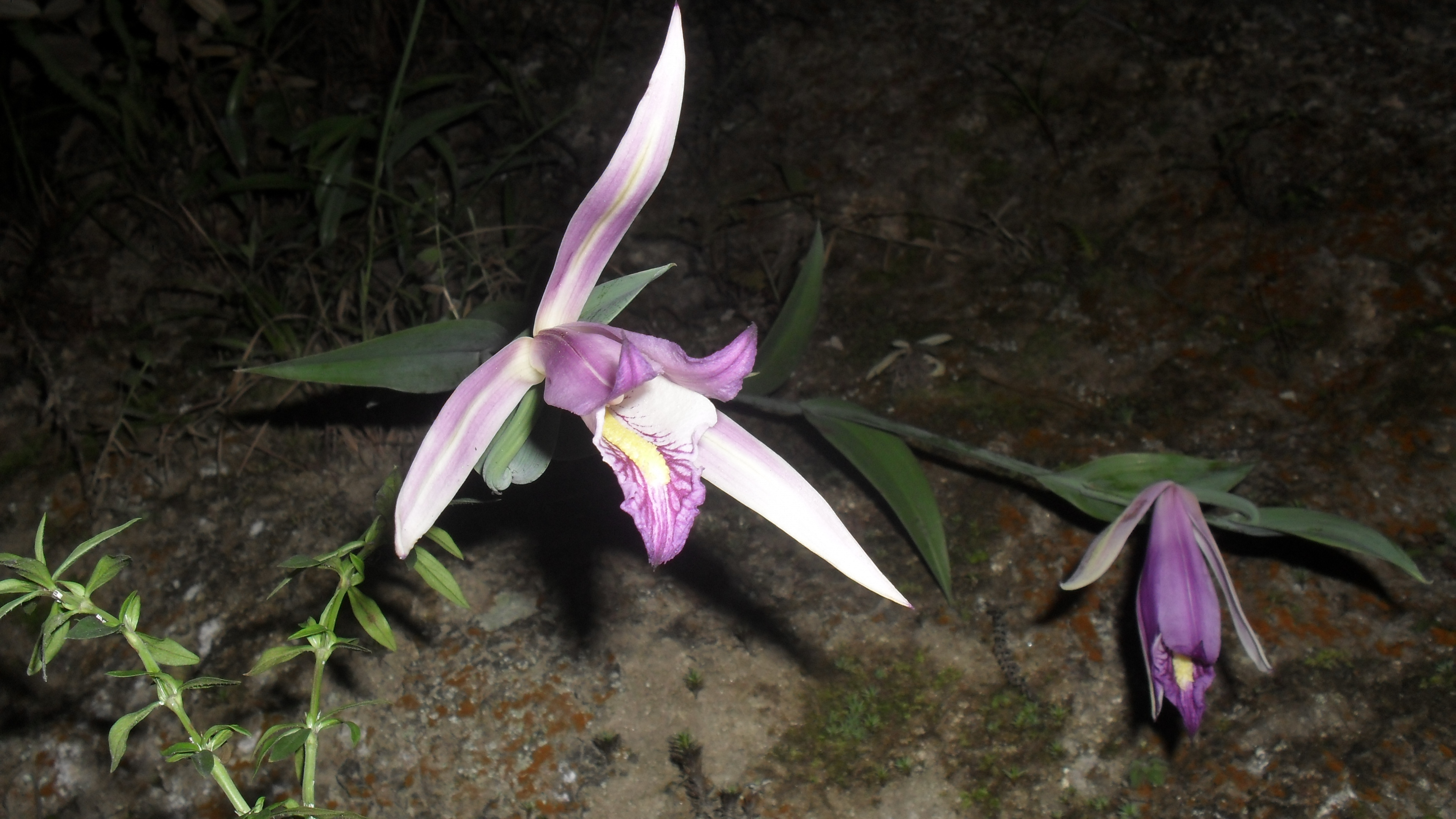
Cleistes libonii

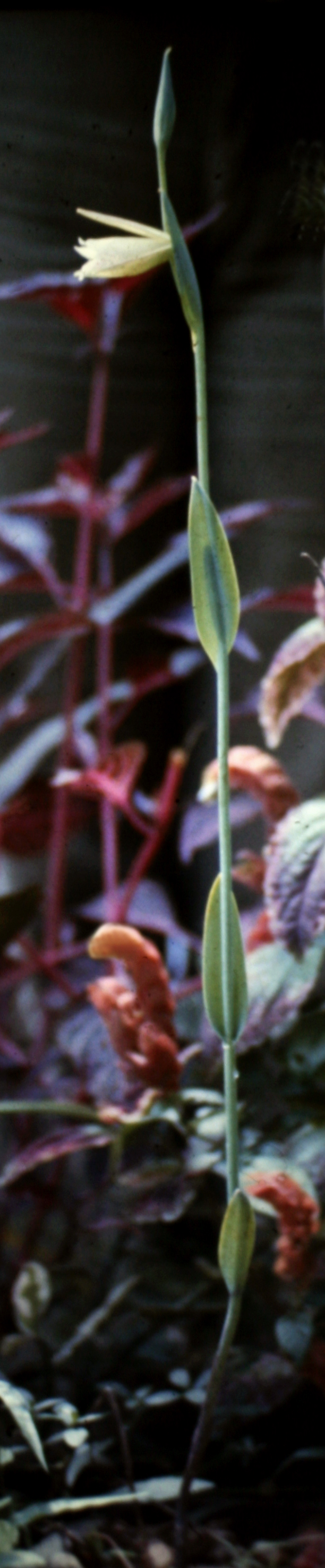
Cleistes rosea

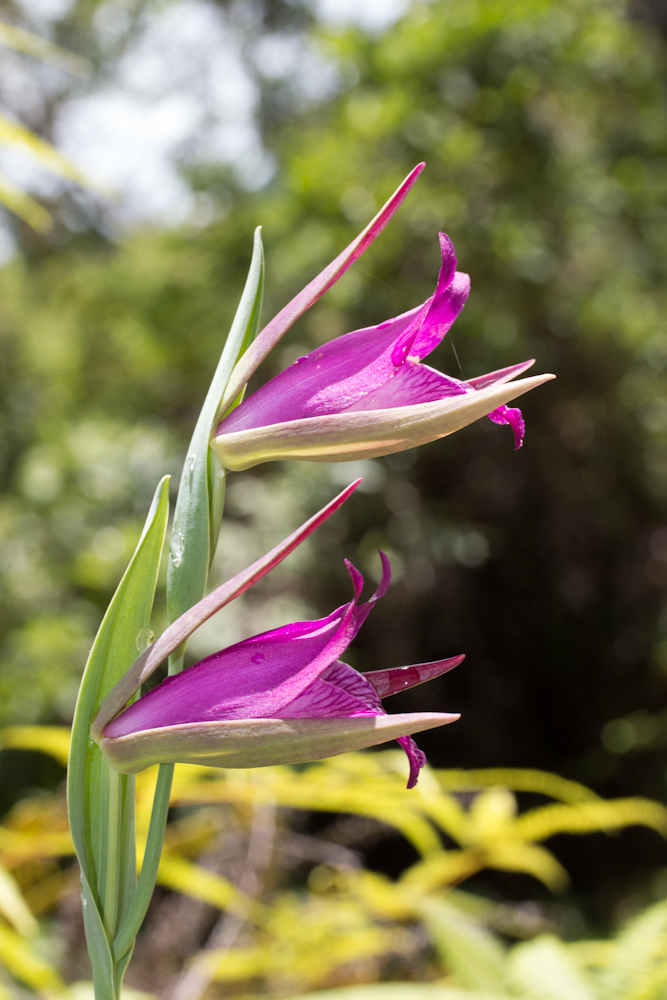
Cleistes rosea

Die Arten der Gattung Cleistes sind:
- Cleistes abdita G.A.Romero & Carnevali: Venezuela
- Cleistes acuminata Schltr.: Kolumbien
- Cleistes angeliana Campacci: Brasilien
- Cleistes aphylla (Barb.Rodr.) Hoehne: Südöstliches und südliches Brasilien
- Cleistes australis Schltr.: Südliches Brasilien
- Cleistes ayangannensis Szlach. & Baranow: Guayana
- Cleistes batistana Pansarin & F.Barros: Brasilien
- Cleistes bella Rchb. f. & Warm.: Brasilien
- Cleistes brasiliensis (Barb.Rodr.) Schltr.: Brasilien
- Cleistes buenaventurae Szlach. & Kolan.: Kolumbien
- Cleistes calantha (Schltr.) Schltr.: Südöstliches Brasilien
- Cleistes caloptera Rchb.f. & Warm.: Brasilien
- Cleistes carautae Toscano & Léoni: Brasilien
- Cleistes castaneoides Hoehne: Brasilien
- Cleistes catharinensis (Cogn.) Hoehne: Südliches Brasilien
- Cleistes cipoana Hoehne: Südöstliches und südliches Brasilien
- Cleistes costaricensis Christenson: Costa Rica und Kolumbien
- Cleistes cuatrecasasii Kolan. & Szlach.: Kolumbien
- Cleistes elegantula (Schltr.) Schltr.: Kolumbien
- Cleistes elongata Pansarin & F.Barros: Brasilien
- Cleistes exilis Hoehne: Brasilien
- Cleistes fragrans (Schltr.) Schltr.: Brasilien
- Cleistes gert-hatschbachiana Hoehne: Südliches Brasilien
- Cleistes grandiflora (Aubl.) Schltr.: Trinidad bis nördliches Brasilien
- Cleistes huberi Carnevali & I.Ramírez: Venezuela
- Cleistes humidicola (Schltr.) Schltr.: Südliches Brasilien
- Cleistes idroboi Szlach. & Baranow: Kolumbien
- Cleistes ionoglossa Hoehne & Schltr.: Südöstliches Brasilien
- Cleistes itatiaiae Pabst: Südöstliches Brasilien
- Cleistes latiglossa Hoehne: Westlich-zentrales und südöstliches Brasilien
- Cleistes latipetala (Barb.Rodr.) Schltr.: Brasilien
- Cleistes latiplume Hoehne: Brasilien
- Cleistes lehmannii Kraenzl. ex Szlach. & Kolan.: Kolumbien
- Cleistes lenheirensis (Barb.Rodr.) Hoehne: Brasilien
- Cleistes lepida (Rchb. f.) Schltr.: Venezuela, Guayana und südöstliches Brasilien
- Cleistes libonii (Rchb. f.) Schltr.: Brasilien
- Cleistes liliastrum Rchb. f.: Brasilien
- Cleistes macrantha (Barb.Rodr.) Schltr.: Südöstliches und südliches Brasilien
- Cleistes magnifica (Schltr.) Schltr.: Südliches Brasilien
- Cleistes mantiqueirae Rchb. f. & Warm.: Brasilien
- Cleistes metallina (Barb.Rodr.) Schltr.: Brasilien
- Cleistes miersii Gardner: Brasilien
- Cleistes monantha (Barb.Rodr.) Schltr.: Südöstliches Brasilien
- Cleistes montana Gardner: Brasilien
- Cleistes moritzii (Rchb. f.) Garay & Dunst.: Kolumbien, Ecuador, Venezuela, Guayana
- Cleistes munchiquensis Szlach. & Baranow: Kolumbien
- Cleistes nana (Schltr.) Schltr.: Nördliches Venezuela
- Cleistes paludosa Rchb. f.: Französisch-Guayana, Suriname, Venezuela und Brasilien
- Cleistes paranaensis (Barb.Rodr.) Schltr.: Östliches Bolivien, Brasilien, Paraguay
- Cleistes parviflora Lindl.: Nördliches Südamerika bis nördliches Brasilien
- Cleistes paulensis (Schltr.) Schltr.: Brasilien
- Cleistes pluriflora (Barb.Rodr.) Schltr.: Brasilien
- Cleistes pusilla Pansarin: Brasilien
- Cleistes quadricallosa (Barb.Rodr.) Schltr.: Südöstliches und südliches Brasilien
- Cleistes ramboi Pabst: Brasilien und Argentinien
- Cleistes revoluta (Barb.Rodr.) Schltr.: Südöstliches und südliches Brasilien
- Cleistes risaraldensis Szlach. & Baranow: Kolumbien
- Cleistes rodeiensis (Barb.Rodr.) Schltr.: Südöstliches Brasilien
- Cleistes rodriguesii (Cogn.) Campacci: Brasilien
- Cleistes rosea Lindl. (Syn.: Cleistes venusta (Schltr.) Schltr.): Costa Rica, Panama, Trinidad und tropisches Südamerika[1]
- Cleistes silveirana Hoehne & Schltr.: Brasilien
- Cleistes speciosa Gardner: Westlich-zentrales und südöstliches Brasilien
- Cleistes strangii Pabst: Brasilien
- Cleistes stricta (C.Schweinf.) Garay & Dunst.: Südwestliches und südliches Venezuela
- Cleistes tamboana Dodson & Carnevali: Nordwestliches Ecuador
- Cleistes tenuis (Rchb. f.) Schltr.: Trinidad und tropisches Südamerika
- Cleistes triflora (C.Schweinf.) Carnevali & I.Ramírez: Kolumbien und Venezuela
- Cleistes uliginosa Pabst: Westlich-zentrales Brasilien
- Cleistes unguiculata (Rchb. f.) Schltr.: Südöstliches Brasilien
- Cleistes unifoliata (C.Schweinf.) Carnevali & I.Ramírez: Suriname, südöstliches Venezuela
- Cleistes uribei Szlach. & Baranow: Kolumbien
- Cleistes vargasii (C.Schweinf.) Medley: Peru
- Cleistes vinosa (Barb.Rodr.) Schltr.: Südöstliches und südliches Brasilien
- Cleistes violascens Campacci: Brasilien

## Belege
Die Informationen dieses Artikels stammen überwiegend aus:

## Weiterführendes
- Liste der Orchideengattungen